# 往診ドクター事件カルテ
『往診ドクター事件カルテ』（おうしんドクターじけんカルテ）は、1992年10月13日から同年12月22日まで、テレビ朝日系「朝日放送制作火曜9時枠の連続ドラマ」枠で放送されたテレビドラマである。全11話。放送時間は21時 - 21時54分（JST）。

## 内容
主演は柴田恭兵であり、『あぶない刑事』以降、現代劇で演じる際に見せていたコミカルなキャラを封印し、完全なハードボイルドタッチの作品に仕上がっている。

## 登場人物
加納裕基…柴田恭兵
刑務所で医官を務めていたが退職し、死んだ友人である小野寺伸介が開いていた診療所を受け継ぐことになる。愛用のバイクで診療に向かう。大学時代はボクシング部だったため、けんかが強い。熊本出身。
小野寺篤子…松原千明
伸介の妻で、現在は未亡人。子供が一人いる。薬剤師なのか、調剤も行っている。
小野寺陽介…いしいすぐる
伸介と篤子の息子。小学生。加納によくなついている。
薬丸小百合…井上晴美
准看護婦。宮坂が経営している病院の看護婦だったが、加納を見て、診療所に勤めることに。
赤井忠司…ひかる一平
元受刑者。刑務所で異例ともいえる手術を受けたことから、執刀した加納を｢命の恩人｣と慕う。
安井剛太郎…渡辺正行
北新宿署の刑事。未亡人となった篤子が気になっている様子。
宮坂…片岡弘貴
宮坂病院の院長。加納の後輩で同じボクシング部だった。加納に自分の弱みを知られているためか、ついつい協力してしまう。
藤村義男…亀山忍
加納の働いていた刑務所の元刑務官で、今はスナック「ダブル・オー」を開く。加納や忠司、安井のたまり場になっている。
川田まゆみ…小林こずえ
藤村の「ダブル・オー」で働いている。
小野寺伸介…森本レオ
加納の友人で、診療所の医師だったが、第1話で事故死。その後も写真や回想シーンで登場している。

## スタッフ
※出典：テレビドラマデータベース
- 脚本: 市川森一、羽田野直子、篠崎好、溝田佳奈、香取俊介、柏原寛司
- 音楽: 朝本千可
- 音響効果:山本文勝
- MA: 岡仁哉、斉藤直人
- 音響効果助手: 波多野秀行
- 医事指導: 志水敬
- 看護指導: 石田喜代美
- 技斗: 高瀬将嗣（高瀬道場）
- カースタント: 野呂慎治
- 技術協力: パビック、緑山スタジオシティ、砧スタジオ、三鷹スタジオ
- 美術協力: NHKアート
- スタジオ: 砧スタジオ
- 助監督: 佐藤陸夫、初山恭洋、宮崎暁夫、松川貴志、明山智
- 記録: 渡辺美恵、牧野千恵子、河島東史子、石塚早苗
- 制作担当: 鈴木一美
- 制作主任: 青木啓二、氏家英樹
- 制作進行: 中保眞典、曽根晋
- 撮影技術: 宮本幸夫
- 技術プロデューサー: 石田実
- 技術: 内山久光、河内和美
- 照明: 鈴木真二、三ヶ尻進
- 音声: 佐内康裕、奥雅人
- 映像: 橋本慶一、明鹿野崇
- 編集: 大高勲
- VTR編集: 水野幸夫
- VTR: 阿部正美
- スタジオカメラ: 渕野祐輔、宇野直樹、佐野仁信、横山潤
- 撮影助手: 八柄哲、当木雅人、松崎貴博、溝口大輔、笹野忠和、池田勇三
- 音声助手: 佐藤友昭、福島博文、寺内大太、古舘勢市
- 照明助手: 三上貢、大塚忍、田部誠、佐野茂伸
- 編集助手: 石井香奈江
- VTR編集助手: 奈良稔史、田中信二
- 技術デスク: 山田勝範、田中拓己、丸山美歌
- 美術デザイン: 小泉章一
- 美術プロデューサー: 浜川卓哉、志村文男
- 美術制作: 平川泰光
- 美術進行: 内藤佳奈子、津留啓亮
- 装置: 西田忠司
- 装飾:柴田大雅
- 持道具: 塩出健
- 衣裳: 二宮義夫
- スタイリスト: 橘陽子、山田志奈
- メイク: 菊地世理子
- 題字: 海老原露巌
- 造園: 佐藤実
- 特殊効果: 小川誠
- 特殊美術: 長島豊美
- 生花: 丸越
- 衣裳助手: 網野純子
- スタイリスト助手: 末永景、三浦昌子
- 装置助手: 前鶴浩一
- 装飾助手: 杉山貴直、桐生昇
- 生花指導:福田綾子
- 番組宣伝: 川島久仁生（ABC）、矢沢克之（ABC）
- 監督: 高井牧人、山本厚、油谷誠至
- 演出: 伊藤達哉
- チーフプロデューサー: 辰野悦央（ABC）、近藤晋（総合ビジョン）
- プロデューサー: 福永喜夫（ABC）、藤田裕一（総合ビジョン）
- 制作: ABC、総合ビジョン

### 撮影協力
※出典：テレビドラマデータベース
- 村井医院、溝ノ口宮坂医院、菊名記念病院、瑞穂医科工業、日本光電
- 道頓堀劇場、テクノウエイブ100、浅草花やしき、ヨーロッパレストランモーベンピック

## サブタイトル
| 話数 | 放送日          | サブタイトル                       | 脚本                | 監督     | ゲスト出演者                                                                                      |
| ---- | --------------- | ---------------------------------- | ------------------- | -------- | ------------------------------------------------------------------------------------------------- |
| 1    | 1992年 10月13日 | 謎の事故死                         | 市川森一            | 高井牧人 | MIE、小松政夫、神威狂児、 ヨコスカ潮也                                                            |
| 2    | 1992年 10月20日 | 命を賭けた恋                       | 市川森一 羽田野直子 | 伊藤達哉 | 大仁田厚（宗方 役）、竹井みどり、 サンボ浅子、ザ・グレートパンク、 柴崎蛾王                       |
| 3    | 1992年 10月27日 | 通う先は隠し妻                     | 溝田佳奈            | 山本厚   | 平泉成（元警官・松田孝雄 役）、 三崎千恵子（千鶴 役）、深水三章                                   |
| 4    | 1992年 11月3日  | 東京・佃島、医者嫌いの隠された秘密 | 篠崎好              | 油谷誠至 | 三橋達也（元医者・村上一太郎 役）、 河合美智子、木村理恵、秋篠美帆、 青木和代、千石規子、川崎公明 |
| 5    | 1992年 11月10日 | 女湯で急患です                     | 篠崎好              | 油谷誠至 | 西川弘志、金子研三、中根徹、 矢部享祐、朝倉伸二                                                   |
| 6    | 1992年 11月17日 | 刑事、涙の贈物                     | 篠崎好              | 山本厚   | 菅原文太（八木沢元 役）、 尾羽智加子（子役）、 堀田真三、宮城健太郎                               |
| 7    | 1992年 11月24日 | 女は度胸でストリップ               | 溝田佳奈            | 山本厚   | 星遥子（桜 役）、塩沢とき、螢雪次朗                                                               |
| 8    | 1992年 12月1日  | 恋した女性は借金を抱えた美人妻     | 香取俊介            | 油谷誠至 | 生田智子（瞳 役）、野平ゆき                                                                       |
| 9    | 1992年 12月8日  | アイドル女優の妊娠                 | 羽田野直子          | 伊藤達哉 | 小高恵美（若手女優・薫子 役）、 志村東吾（俊作 役）、 原ひさ子、石井光三、恩田恵美子、 エド山口   |
| 10   | 1992年 12月15日 | 盗撮された現場写真                 | 柏原寛司            | 高井牧人 | 大門正明（フリーカメラマン・五十嵐 役）、 広田玲央名、睦五朗、高品剛、羽村英                      |
| 11   | 1992年 12月22日 | 再会の日は新たな愛の始まり         | 市川森一            | 高井牧人 | 石原良純（後輩医師・加藤清 役）                                                                   |

## 主題歌
- 上田正樹「わがまま」（作詞・作曲・上田正樹、（パイオニアLDC））

## 前後番組
| テレビ朝日系 火曜21時台（当時はABC制作のドラマ枠） | テレビ朝日系 火曜21時台（当時はABC制作のドラマ枠） | テレビ朝日系 火曜21時台（当時はABC制作のドラマ枠） |
| 前番組                                             | 番組名                                             | 次番組                                             |
| -------------------------------------------------- | -------------------------------------------------- | -------------------------------------------------- |
| 豆腐屋直次郎の裏の顔                               | 往診ドクター事件カルテ                             | ホテルドクター                                     |